# Співає Міф (альбом)
Співає МІФ — диск із записами голосу Василя Сліпака видано на знак пошани й пам'яті до річниці загибелі всесвітньо відомого українського оперного співака, соліста Паризької національної опери, волонтера, учасника бойових дій на Сході України, кавалера ордена «За мужність» І ст., Героя України, кавалера ордена «Золота Зірка». Альбом створено за підтримки Ореста Сліпака, брата співака.

## Опис
На диску зібрано твори, що виконувались у різні роки.
Моноопера Олександра Козаренка на вірші Михайля Семенка «П'єро мертвопетлює» прозвучала 15 квітня 1995 року в Одесі на сорокавосьмигодинному музичному марафоні Першого Міжнародного фестивалю сучасного мистецтва «Два дні і дві ночі нової музики» у присутності президента фестивалю професора Бернгарда Вульфа, одного з визнаних лідерів «нової музики», проректора Вищої школи музики у Фрайбурзі (Німеччина).
Куплети Ескамільо з опери «Кармен» Жоржа Бізе, виконуючи які у 2011 році на 4-му Міжнародному оперному конкурсі Armel у м.Сегеді (Угорщина) здобув приз «Найкращий чоловічий виступ».
Куплети Мефістофеля з опери  Шарля Гуно «Фауст» виконував у супроводі симфонічного оркестру «Bel Arte», диригент Річард Боударгам.
Серенаду Мефістофеля з найвідомішої опери Шарля Гуно «Фауст» виконав 28 травня 2012 року в ЮНЕСКО, Париж (Франція), диригент Амін Койдер.
У виконанні Василя Сліпака арія баса (фрагмент) з «Німецького реквієму» Й.Брамса прозвучав 9 грудня 2012 р. у храмі м. Сен-Гальм'є (Франція) у супроводі Еріка Беауфохера, Флорента Мальгевеля та хору під керуванням Філіпа Пеатіера. Частина 3 — «Herr, lehre doch mich, dass ein Ende mit mir haben muss» («Господи, навчи мене…»).
9 березня 2014 року у соборі св. Володимира Великого (Париж, Франція) Василь Сліпак узяв участь у святкуванні 200-літнього ювілею генія українського народу Тараса Шевченка. Спільно з хором виконав старовинний кант (XVII ст.) «Ой зійшла зоря» (Почаївська дума).
У драматичному театрі м.Сен-Жермен-ан-Ле 21 березня 2014 р. із нагоди святкування десятої річниці хору Сен-Жермен співак разом із двомастами співаками (об'єднані хори) виконав арію баса «The Trumpet Shall Sound» з ораторії Георга Генделя «Месія» у супроводі камерного оркестру «Нова Європа», диригент Ніколас Краузе.
4 листопада 2014 р. брав участь у гала-концерті пам'яті Бориса Христова, ЮНЕСКО, Париж. Виконав арію Дона Базиліо з опери «Севільський цирульник» Джоаккіно Россіні.
Madamina Лепорелло з опери Вольфґанґа Амадея Моцарта «Дон Жуан».
«Місяць на небі...» (фрагмент). Українська народна пісня, записана на диктофон у 2016 році на Донбасі (на передовій).

## Список композицій
| Інформація про композиції | Інформація про композиції                                               | Інформація про композиції |
| #                         | Назва                                                                   | Тривалість                |
| ------------------------- | ----------------------------------------------------------------------- | ------------------------- |
| 1.                        | «Куплети Ескамільо. Жорж Бізе. «Карме́н»»                                | 04:36                     |
| 2.                        | «Куплети Мефістофеля. Шарль Гуно́. «Фауст»»                              | 02:15                     |
| 3.                        | «Серенада Мефістофеля. Шарль Гуно́. «Фауст»»                             | 02:26                     |
| 4.                        | «Madamina Лепорелло. Вольфґанґ Амадей Моцарт. «Дон Жуа́н»»               | 06:12                     |
| 5.                        | «Арія Дона Базиліо. Джоаккіно Антоніо Россіні. «Севільський цирульник»» | 04:16                     |
| 6.                        | «Арія баса «The Trumpet Shall Sound». Ге́орг Фрі́дріх Ге́ндель. «Месія»»   | 03:21                     |
| 7.                        | «Арія баса (фрагмент). Йога́ннес Брамс. «Німецький реквієм»»             | 03:48                     |
| 8.                        | ««Ой зійшла зоря вечоровая...». Почаївська дума»                        | 04:44                     |
| 9.                        | ««П'єро мертвопетлює». Олександр Козаренко»                             | 06:56                     |
| 10.                       | ««Місяць на небі...» (фрагмент). Українська народна пісня»              | 0:48                      |
| 37:22                     |                                                                         |                           |

## Альбом створювали
- Укладач — Сергій Проскурня
- Підготовка записів та майстеринг — Аркадій Віхарєв
- Дизайн — Ольга Бакан

Альбом створено не для продажу.